# Дерево (рассказ)
«Дерево» (англ. The Tree) — короткий рассказ американского писателя Говарда Филлипса Лавкрафта, написанный в 1920 году. Впервые был опубликован в октябре 1921 года в любительском журнале «The Tryout». Рассказ о двух скульпторах, которые принимают заказ с ироничными последствиями. 

## Сюжет
Неназванный рассказчик вспоминает историю двух скульпторов в города Тегея. На склоне горы Меналон в Аркадии находится оливковая роща, а рядом стоит склеп и руины старой виллы. Прямо из склепа растет одно гигантское дерево, напоминающее искаженную фигуру человека. Некогда здесь жили два великих скульптора — Калос и Мусидос. Они жили в роскошных виллах и были преданными друзьями, но разными по характеру: Мусидес наслаждался ночной жизнью, а Калос предпочитал тишину оливковой рощи.
Однажды Тиран города Сиракузы велел им создать статую богини удачи Тахе. Каждый из скульпторов должен был высечь свою статую, а ту, что признают лучшей в итоге и поставят в Сиракузах. Тиран ожидал, что скульпторы будут не только соревноваться, но и сотрудничать, тем самым он заставит их создать поистине великолепную скульптуру. Мастера принялись за дело. Вскоре люди стали замечать, что всегда весёлый Мусидос стал мрачнеть день ото дня. Калос заболел и начал угасать, а врачи не могли понять причины. Все чаще он посещал рощу и беседовал там с кем-то невидимым. Карлос умер так и не закончив работу над статуей. Перед смертью он попросил Мусидоса, чтобы он изготовил для него склеп и положили в изголовье его гроба несколько веточек оливкового дерева. Мусидос исполнил просьбу друга и продолжил работать над статуей Тахе. На могиле Калоса с невероятной скоростью выросло огромное оливковое дерево. Особенно большая ветвь нависает над виллой Мусидеса.

Через три года Мусидос сообщил в Сиракузы, что статуя готова. Вечером сиракузцы прибыли в Тегею, чтобы забрать статую, но вдруг началась сильная буря. Утром солдаты обнаружили, что от дома Мусидоса остались одни руины, а на перистиль обрушилась тяжелая ветвь оливкового дерева. Мусидос и статуя исчезли. Тегийцы построили на горе храм в честь Мусида. Дерево по-прежнему растет на могиле Калоса. Иногда ветви его шепчут в завываниях ночного ветра:
Oida! Oida! Мне ведомо! Мне ведомо!

## Персонажи

### Калос
- Калос (англ. Kalos) — скульптор, жил в доме на холме, в окружении своих рабов, любил сидеть в прохладном уголке оливковой рощи. Пустомели утверждали, что Калос беседует с Духами рощи, что его статуи суть образы фавнов и дриад, с которыми он там встречается — это намек на Страну снов. Живой натурой он никогда не пользовался. Посетители стали отмечать его странную бледность и, при этом, в нем было выражение счастливой безмятежности, что делало его взгляд более загадочным. Однажды ночью в оливковой рощи Калос скончался.

Мусидос 
- Мусидос (англ. Musides) — скульптор, любил гулять ночами напролет в окружении городских бездельников. Но с течением времени в неизменно веселом и жизнерадостном Мусиде стали проявляться признаки уныния. Прошло немало месяцев, но кислое выражение лица Мусида так и не сменилось признаками нетерпеливого, азартного ожидания, которое столь естественно должно было появиться в подобном случае. Однажды Мусид рассказал о болезни Калоса и тогда всем стала понятна его печаль. Он похоронил Калоса положив оливковую ветвь в могилу и возвел ему статую. Оливковое дерево выросло до невероятных размеров и разрушило его дом, но тело Мусидоса так и не нашли, как и статуи Тахе.

## Вдохновение
Действие происходит в Древней Греции. Лавкрафт написал «Дерево» в начале своей карьеры. В письме 1936 года, перед смертью, он пренебрежительно упоминает этот рассказ: «Если её напечатать на хорошей бумаге, то получится украшение для полки, но не более того». С.Т. Джоши пишет, что рассказ «может быть немного очевидным… но представляет весьма эффективное проявление мастерства Лавкрафта в обращении с исторической обстановкой».
Конец рассказа напоминает латинский афоризм, предшествующий тексту: «Fata viam invenient» («судьба найдет выход»).

## Комментарии
1. ↑  Здесь и далее все имена и названия приводятся по переводу Л. Володарской.